# Домашняя утка
Дома́шняя у́тка (лат. Anas platyrhynchos, иногда — Anas platyrhynchos f. domestica, Anas platyrhynchos domesticus, Anas domesticus или Anas domestica (Anas boschas domestica); самец — се́лезень, птенцы — утя́та) — разводимая человеком водоплавающая птица, один из многочисленных и распространённых видов домашней птицы. Летает плохо, недалеко. Ведёт своё начало от обыкновенной дикой утки, или кряквы. За длительную историю одомашнивания человеком выведены различные породы уток. Разводят их ради мяса, а также яиц и жирной печени (фуа-гра); кроме того, от них получают перо и пух. В редких случаях их держат в качестве домашних питомцев.

## История одомашнивания

### Происхождение от кряквы
Существуют наблюдения, что уже после третьего поколения у крякв, воспитывающихся в неволе, становятся заметными некоторые изменения, характерные для домашней утки, — увеличение размеров тела, неуклюжесть походки, изменение цвета некоторых маховых перьев, расширение белого ошейника у селезня и т. д.
Из всех хорошо известных диких видов рода Anas только у селезня кряквы четыре средних хвостовых пера загнуты кверху. Так как то же наблюдается и у домашней утки, так как, далее, все известные в настоящее время породы домашних уток по анатомическим признакам ничем существенным не отличаются от кряквы и так как, наконец, все они очень легко скрещиваются между собою и дают плодовитое потомство, то мнение о происхождении всех пород домашних уток от одного дикого вида — именно от кряквы — должно быть признано более верным, чем предположение о происхождении их от нескольких диких видов.

### Утки в древнем мире
Разведение домашних уток, по-видимому, началось около 5000 лет назад в Месопотамии, в Древнем Шумере. На пиктографических глиняных табличках с хозяйственными документами из Урука конца IV — начала III тыс. до н. э., помимо прочих домашних животных, видны и гуси, и утки.
Древние египтяне домашних уток не знали и разводили только гусей.
Даже Аристотель (384—322 гг. до н. э.) ещё не знал домашних уток, хотя они были уже известны грекам в более древнюю эпоху. Домашние утки римлян ещё довольно хорошо летали и, следовательно, не были вполне одомашнены.
В Древней Индии около 2000 лет назад была одомашнена происходящая из Юго-Восточной Азии оригинальная порода — утка-бегунок или индийский бегун.
По другим сведениям, одомашнивание уток происходило приблизительно за тысячу лет до н. э. в Европе, Азии, Северной Африке и Северной Америке.

## Внешний вид
Обыкновенная домашняя утка вполне походит на крякву. Не следует путать с мускусной уткой (Cairina moschata).

## Продуктивность
Домашние утки характеризуются следующими показателями продуктивности и воспроизводства:
- половая зрелость — в возрасте 6—7 месяцев;
- яйценоскость за один цикл яйцекладки (5—6 месяцев) — 90—130 яиц;
- продолжительность линьки — около 4 месяцев, при дифференцированном световом режиме — около 2 месяцев, после чего яйцекладка возобновляется;
- масса яиц — 85—90 г;
- срок инкубации яиц — 27—28 суток;
- живая масса взрослых селезней — 3—4 кг, уток — 2—3,5 кг[8].

## Породы уток
По направлению продуктивности породы уток подразделяются на мясные, мясо-яичные или яично-мясные (то есть общепользовательные) и яйценоские. Разнообразные породы уток в условиях современного утководства уступили место высокопродуктивным промышленным породам, линиям и кроссам (большей частью пекинской утки).

## Разведение

### В домашних условиях
Домашние утки — полезная домашняя птица, легко разводимая, очень вынослива.

### Промышленное разведение

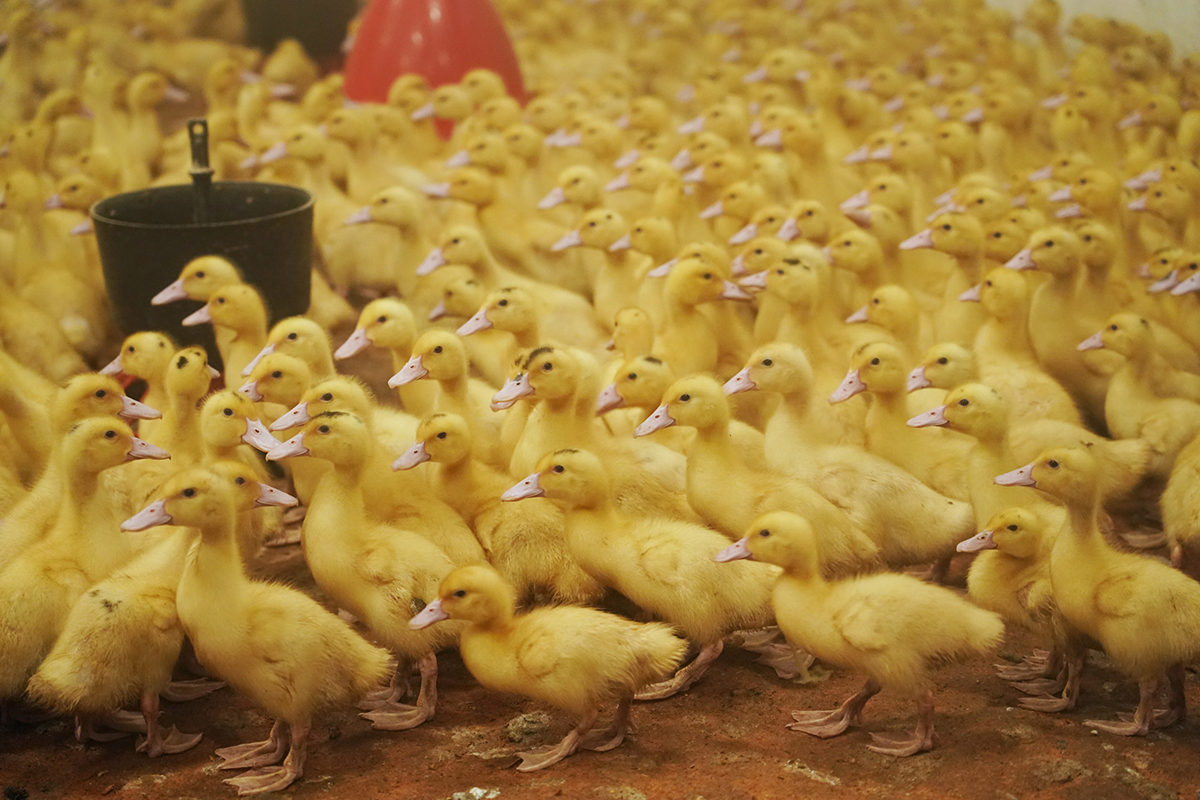
Молодые утята на ферме в Калининградской области

Основным видом продукции промышленного утководства является мясо. Его производство осуществляется главным образом в специализированных хозяйствах и с применением интенсивной технологии. Последняя предусматривает двух- или трёхкратное комплектование родительского стада и включает принудительную ускоренную линьку, что способствует удлинению сроков яйцекладки и использования несушек. При этом получают до 250 яиц в год на одну утку родительского стада.
При промышленном выращивании уток используют клеточные батареи или птичники (без выгулов или с ограниченными выгулами), в которых имеются механизированные раздача кормов (комбикорма), поение, уборка помёта, а также регулирование микроклимата. Утята-бройлеры откармливаются на мясо до 50—55-суточного возраста при достижении живой массы 2,5 кг и более.
Иногда создают рыбоводно-утиные хозяйства — на базе рыбоводных хозяйств, в которых применяется содержание уток на прудах и водоёмах.
По данным Продовольственной и сельскохозяйственной организации ООН (ФАО), в 2006 году численность домашних уток в мире составляла более 2,6 млрд голов, в том числе лидерами по их разведению являлись следующие страны:
| Разведение домашних уток (в тыс. голов; 2006) | Разведение домашних уток (в тыс. голов; 2006) |
| --------------------------------------------- | --------------------------------------------- |
| Китай                                         | 2 035 880                                     |
| Франция                                       | 74 811                                        |
| Вьетнам                                       | 71 700                                        |
| Таиланд                                       | 56 600                                        |
| Индия                                         | 50 000                                        |
| Малайзия                                      | 40 000                                        |
| Мьянма                                        | 37 703                                        |
| Республика Корея                              | 34 000                                        |
| США                                           | 28 081                                        |
| Индонезия                                     | 23 720                                        |
| Всего                                         | 2 636 730                                     |

## Генетика
Классическая генетика
В работах по классической частной генетике уток, с применением гибридологического анализа, выявлены гены окраски оперения и других дискретных морфологических признаков и определена генетическая структура некоторых утиных пород по этим локусам, в том числе:
- аутосомный доминантный ген дикой окраски M+ — окраска и рисунок оперения дикого типа (например, у уток украинской серой породной группы); рецессивный аллель md — окраска даски (у некоторых особей украинских глинистой и серой породных групп);
- аутосомный доминантный ген тёмной окраски Li+ — обеспечивает полную экспрессию аллелей локуса дикого типа M (у украинских серых уток);
- сцепленный с полом (локализованный на Z-хромосоме) рецессивный ген коричневого разбавления d — светло-коричневая окраска (у украинских глинистых уток);
- аутосомный рецессивный ген белой окраски c — белое оперение (у пекинских и украинских белых уток);
- аутосомный доминантный ген сплошной чёрной окраски E — чёрное оперение (у чёрных белогрудых уток);
- аутосомный доминантный ген белого нагрудника S — белое пятно на груди и шее (у чёрных белогрудых уток);
- аутосомный рецессивный ген белого нагрудника b — белое пятно на груди;
- аутосомный рецессивный ген белых маховых перьев w — белые маховые (у чёрных белогрудых уток);
- аутосомный доминантный ген белой кожи Y — белая окраска кожи и клюва (у украинских серых, белых, глинистых и чёрных белогрудых уток); рецессивный аллель y+ — жёлтая окраска кожи (встречается у украинских белых уток);
- аутосомный рецессивный ген белой окраски скорлупы яиц g — белая яичная скорлупа (у украинских серых, белых, глинистых и чёрных белогрудых уток) и др.[14][15]

В реципрокных скрещиваниях украинских глинистых и украинских белых уток с мускусными утками (чёрной и белой разновидностей) установлены гомологичность по локализованному на Z-хромосоме локусу d и негомологичность по аутосомному локусу c у двух видов.
Кариотип: 80 хромосом (2n).
Молекулярная генетика
- Депонированные нуклеотидные последовательности в базе данных EntrezNucleotide, GenBank, NCBI, США: 192 006 (по состоянию на 6 марта 2015).
- Депонированные последовательности белков в базе данных EntrezProtein, GenBank, NCBI, США: 42 686 (по состоянию на 6 марта 2015).

Домашней утке (а также её дикому предку крякве) — как генетически наиболее изученному виду среди гусеобразных — принадлежит бо́льшая часть депонированных последовательностей в отряде Anseriformes.
С целью обследования генетического разнообразия и филогенетического родства между породами и популяциями домашних уток проводят их генотипирование с помощью генетических маркеров — случайно амплифицируемой полиморфной ДНК (RAPD) и микросателлитов.
Геном: 1,24—1,54 пг (C-value).
В 2013 году было осуществлено секвенирование полной геномной последовательности домашней утки (пекинской породы). Благодаря хорошему качеству сборки генома A. platyrhynchos, осуществлённой на хромосомном уровне, вид имеет важное значение в сравнительной геномике для выяснения эволюции птичьих геномов.

## Фотогалерея

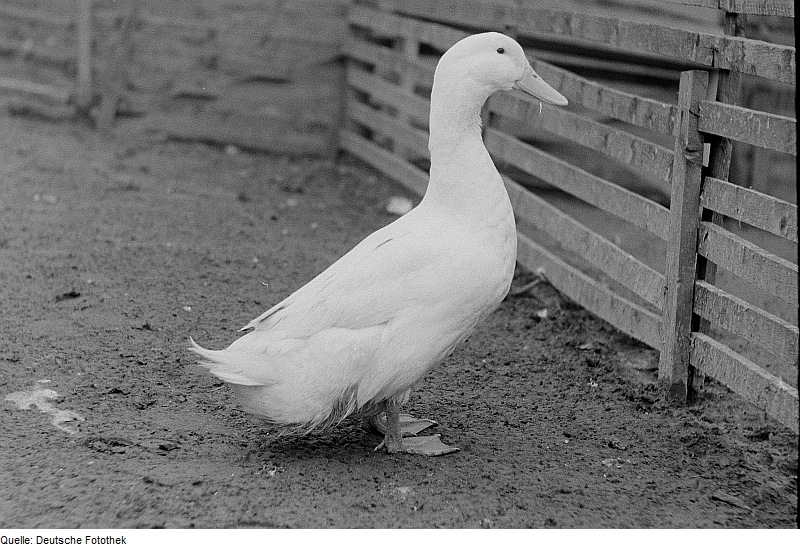
Селезень в загоне (Саксония)
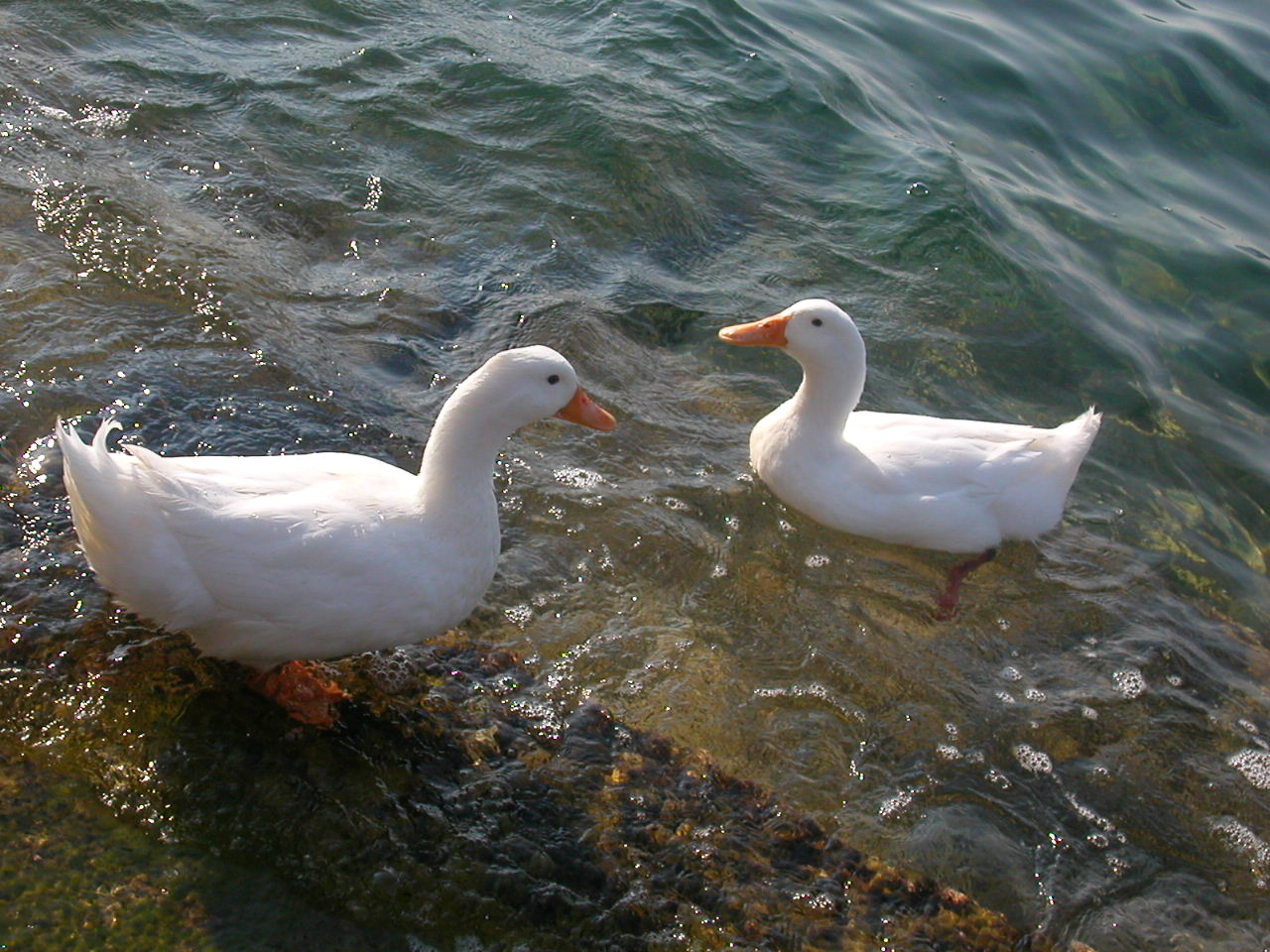
Пара одичавших домашних уток
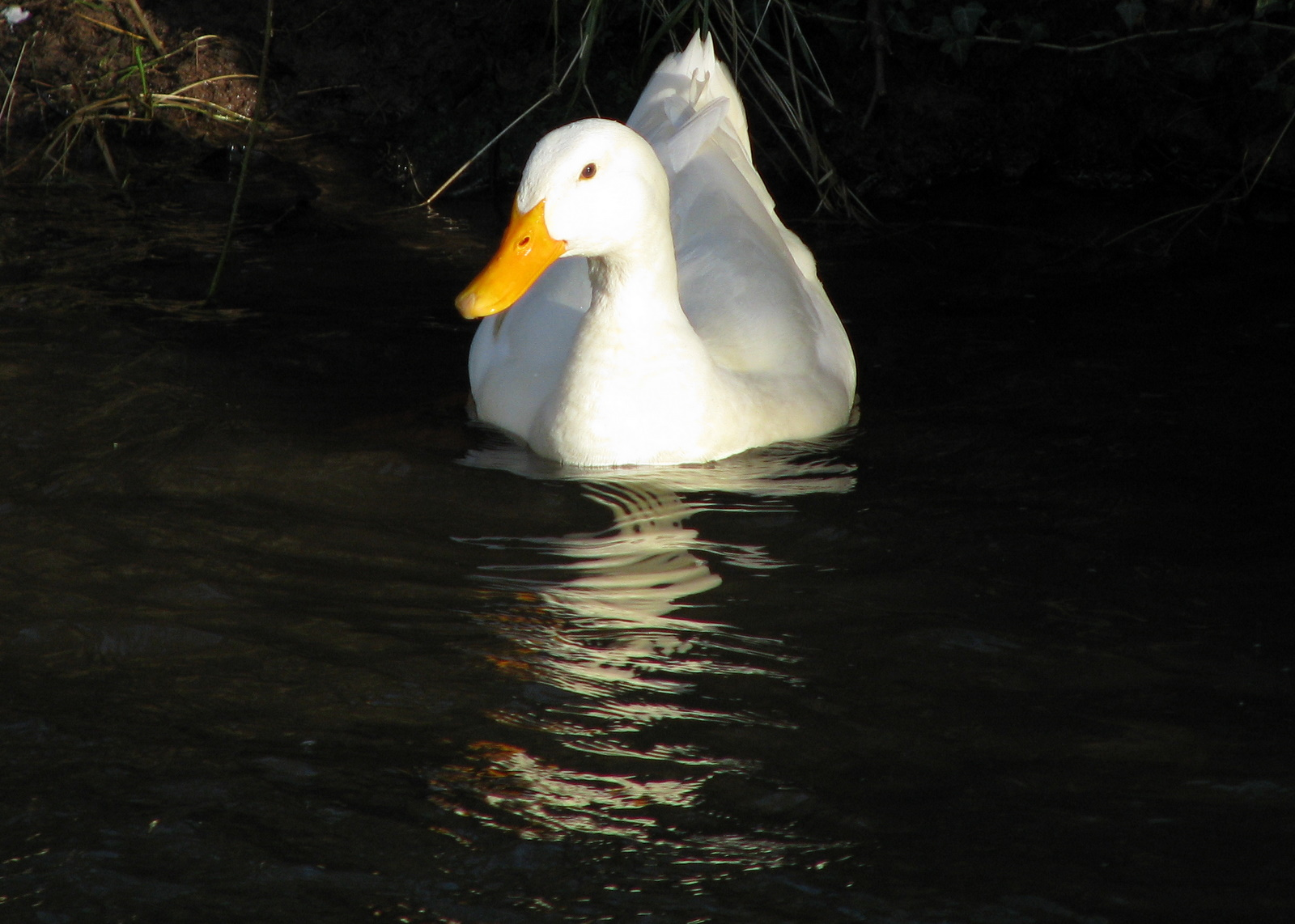
Утка на воде
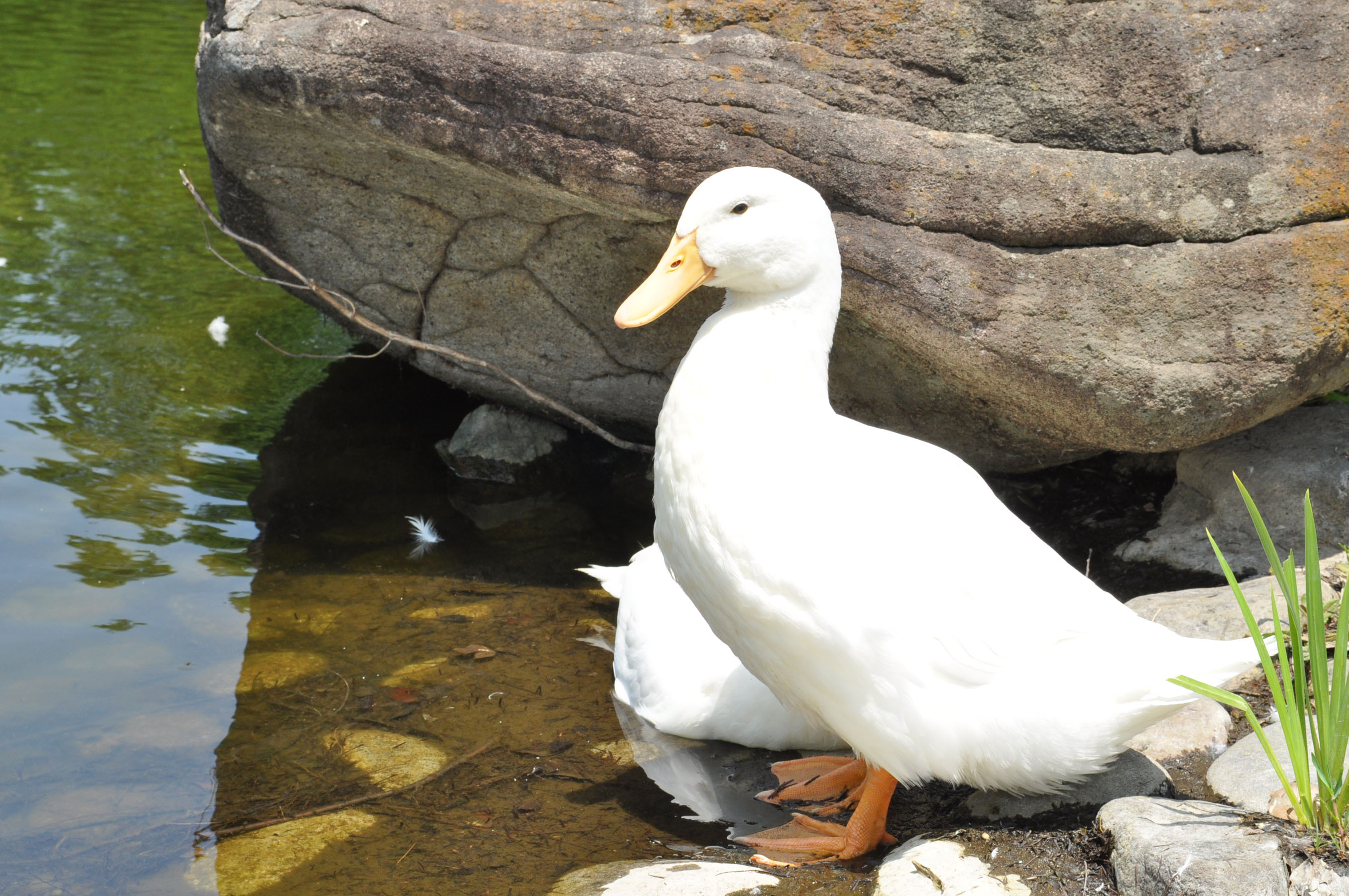
Пара домашних уток у берега
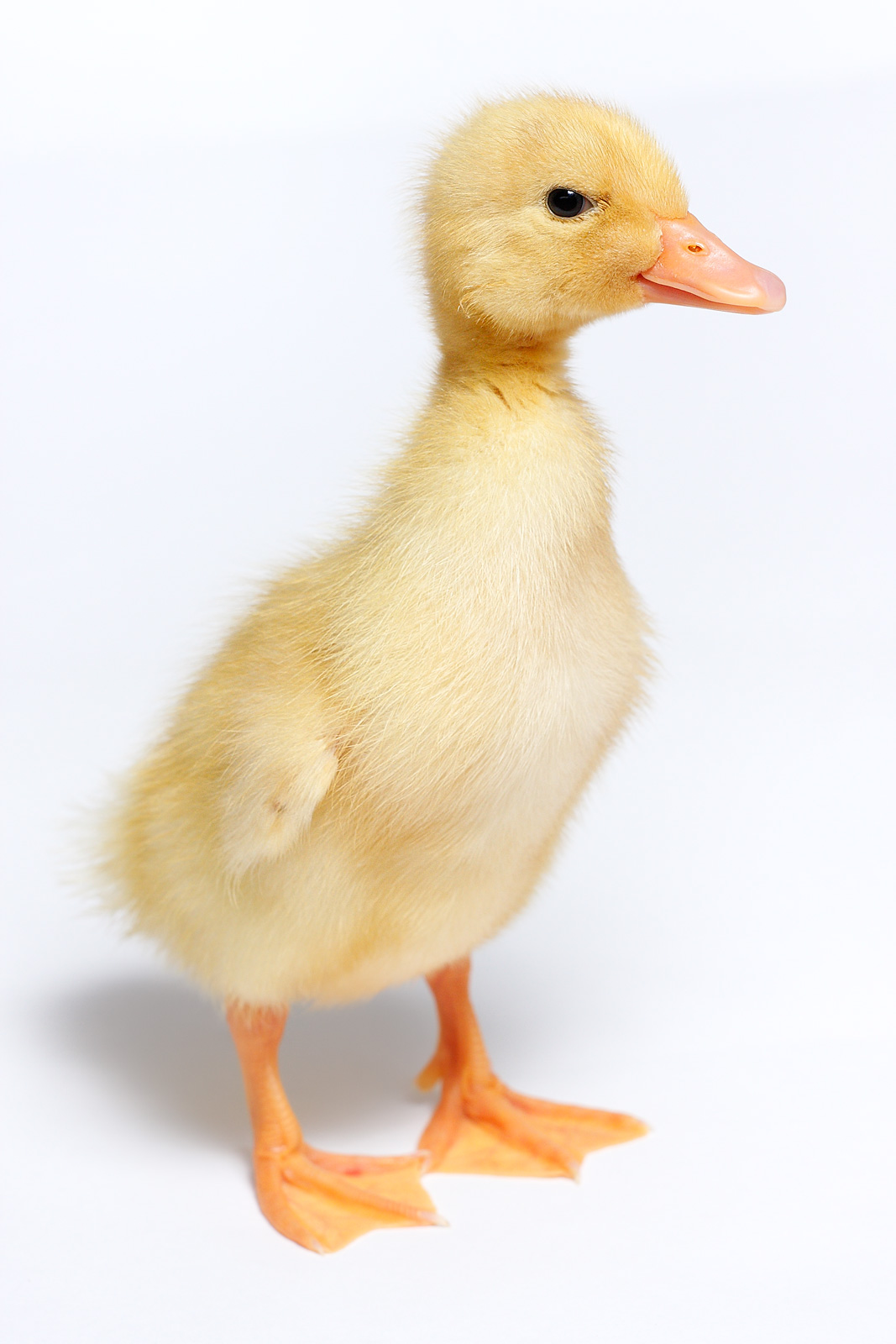
Утёнок
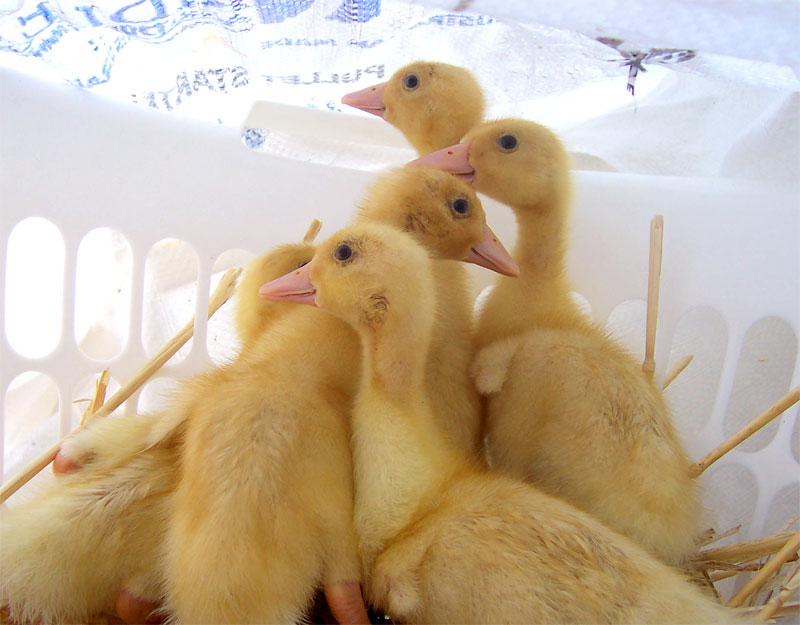
Молодняк
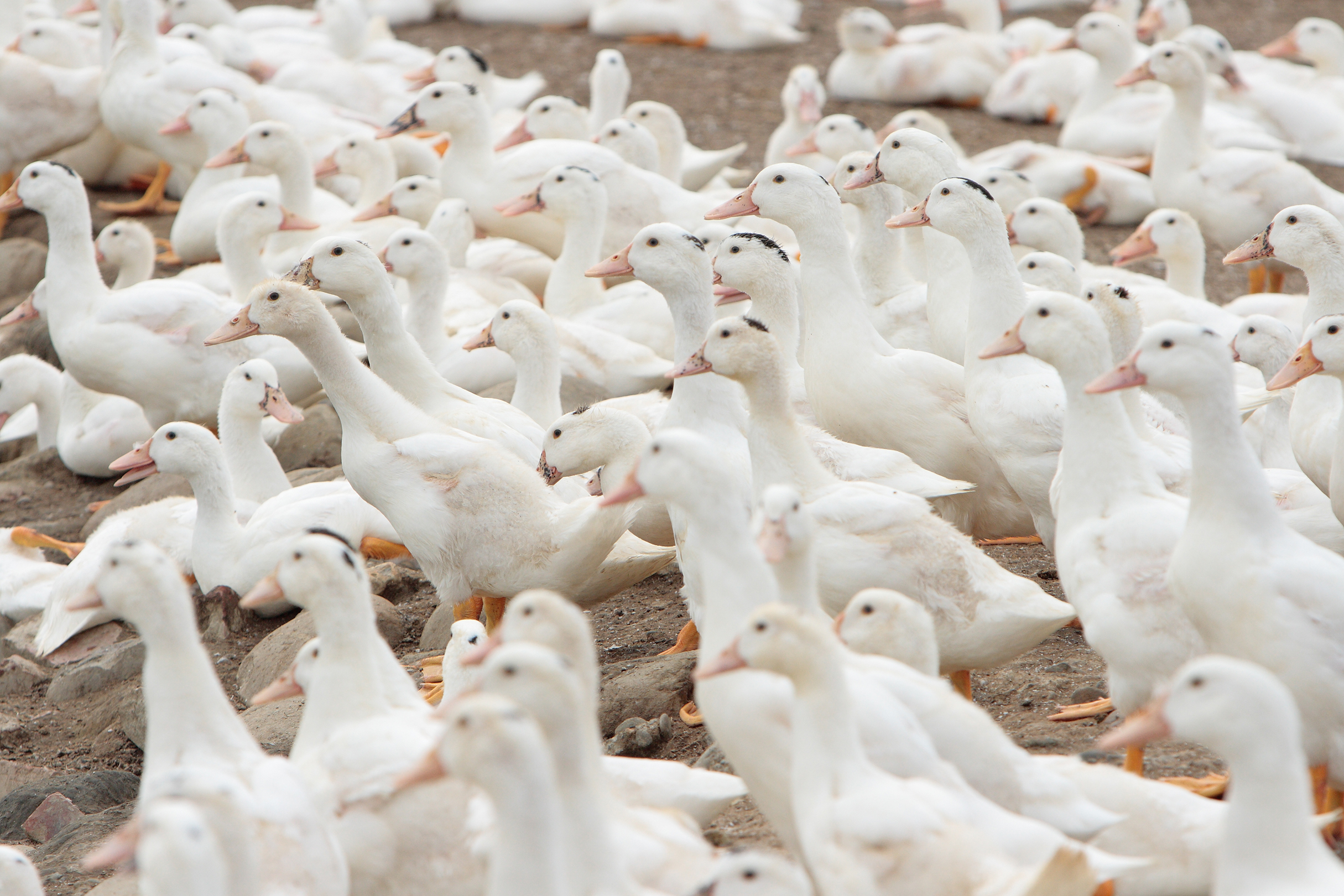
Утиная ферма на Тайване
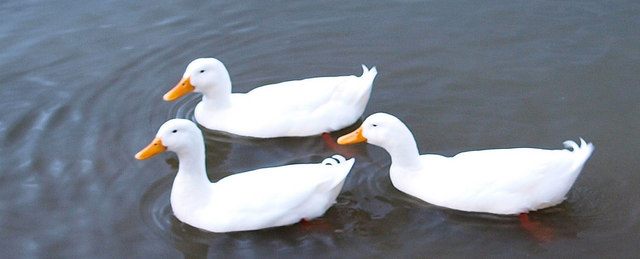
Пекинские утки в Уэст-Йоркшире